# Kolumna Trójcy Świętej w Prievidzy

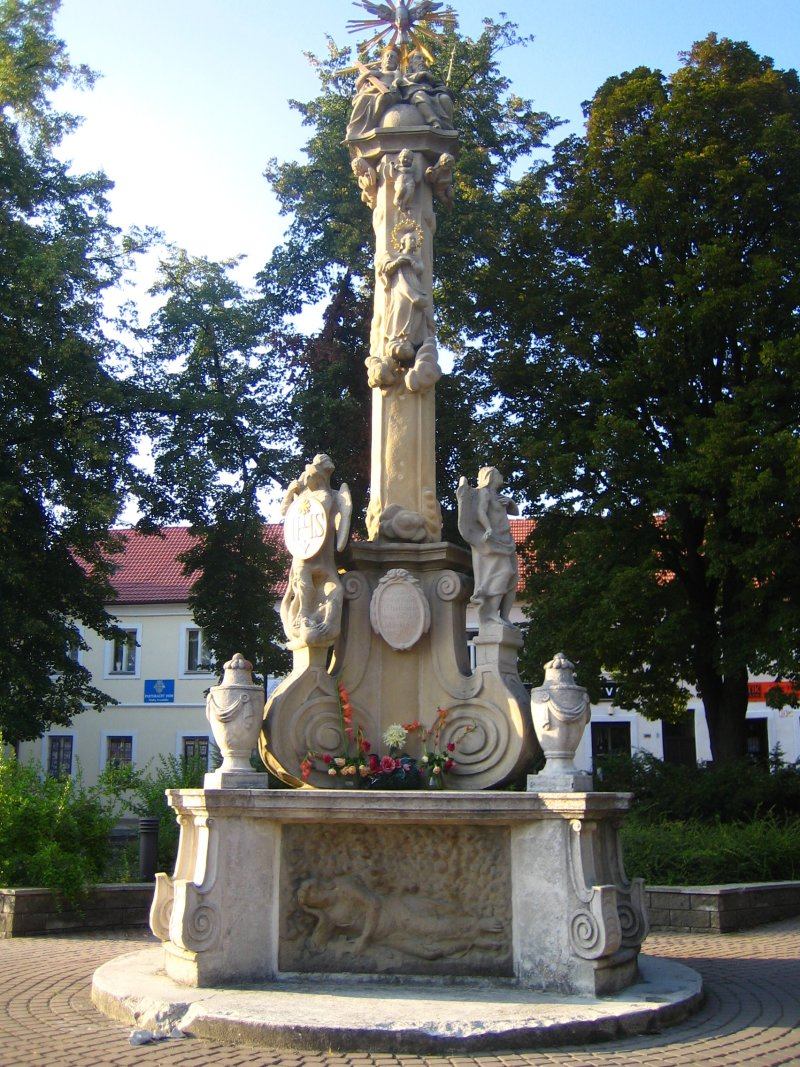
Kolumna Trójcy Świętej w Prievidzy

Kolumna Trójcy Świętej (słow. Trojičný stľp lub Súsošie sv. Trojica) – kolumna wotywna z wyobrażeniem Świętej Trójcy, znajdująca się w północnej części rynku starego miasta (obecnie Námestie slobody) w Prievidzy na Słowacji.
Twórcą dzieła, które powstało w 1739 r., jest związany z niedaleką Kremnicą rzeźbiarz Dionizy Stanetti, spod którego dłuta wyszły także inne rzeźby stojące do dziś w Prievidzy.
Masywny, trójboczny, kamienny postument z wydatnymi wolutami dźwiga kolumnę, zwieńczoną rzeźbiarskim, klasycznym przedstawieniem Trójcy Świętej (postacie Boga Ojca i Syna Bożego wsparte na kuli ziemskiej, nad którymi unosi się Duch Święty w postaci gołębicy otoczonej złotymi promieniami). Na czołowej powierzchni kolumny, zwróconej w stronę rynku, w 1797 r. umieszczono płaskorzeźbę przedstawiającą św. Rozalię, czym zmieniono charakter obiektu na typową „kolumnę morową”.
Kolumna była restaurowana w latach 1992-95. Chroniona jest jako narodowy zabytek kultury (słow. národná kultúrna pamiatka).